# گمینا دنبووا کوودا
گمینا دنبووا کوودا (به لهستانی:  Gmina Dębowa Kłoda) یک گمینا در لهستان است که در شهرستان پارچف واقع شده‌است. گمینا دنبووا کوودا ۱۸۸٫۲۹ کیلومتر مربع مساحت و ۳٬۹۶۸ نفر جمعیت دارد.